# 有栖川有栖
有栖川 有栖（ありすがわ ありす、1959年4月26日 - ）は、日本の小説家・推理作家。有栖川有栖・創作塾の塾長。大阪府大阪市東住吉区生まれ。上宮高等学校、同志社大学法学部法律学科卒業。本名は上原 正英（うえはら まさひで）。

## 経歴
小学5年生で推理作家を志し初めて小説を執筆する。中学3年のときに長編『大いなる殺人』を書き上げて第21回江戸川乱歩賞に応募するが落選。高校1年生のときにSRの会に入会。高校生のときに『ぼだい樹荘殺人事件』『宇宙空間の消失』を幻影城新人賞に応募するが落選。大学時代は推理小説研究会（現「同志社ミステリ研究会」）に所属し、機関誌『カメレオン』に創作を発表するほか、デイリースポーツに犯人当て小説『殺刃の家』を発表。当時の部員に黒崎緑、白峰良介、加地尚武がいる。
大学卒業後、大手チェーン書店に就職する。1984年、『月光ゲーム Yの悲劇'86』（のちにデビュー作となる『月光ゲーム Yの悲劇'88』の原型）を第30回江戸川乱歩賞に応募するが一次予選を通過することはできなかった。1986年、大学時代に機関誌『カメレオン』に発表した「やけた線路の上の死体」が改稿され鮎川哲也の編纂した鉄道ミステリーアンソロジー『無人踏切』（光文社文庫）に収録される。
1989年、江戸川乱歩賞に投稿した『月光ゲーム Yの悲劇'88』が東京創元社の戸川安宣編集長の目に止まり、大幅に改稿した上で「鮎川哲也と十三の謎」の第4回配本として刊行され本格的に小説家デビュー。
1992年に発表した学生アリスシリーズの第3長編『双頭の悪魔』が「週刊文春ミステリーベスト10」で第4位、「このミステリーがすごい!」で第6位と、初めてミステリーランキングでベスト10に選出される。その後もしばらくは兼業作家として執筆活動を続けるが、1994年に35歳で書店を退職して専業作家になる。
1996年に咲くやこの花賞（文芸その他部門）を受賞。1999年より綾辻行人との共作で、テレビ推理番組『安楽椅子探偵』シリーズ（朝日放送）の原作を担当。2000年11月より2005年6月まで、本格ミステリ作家クラブ初代会長を務める。
2001年、『週刊文春』に発表された1977年 - 2000年の24年間の作品を対象とする「20世紀傑作ミステリーベスト10」で『双頭の悪魔』が第19位に選ばれる。
2003年、作家アリスシリーズの第6長編『マレー鉄道の謎』で第56回日本推理作家協会賞（長編および連作短編集部門）を受賞したほか、「本格ミステリこれがベストだ! 本格ミステリ10選」に選出される。
2006年に発表した作家アリスシリーズの第7長編『乱鴉の島』が「本格ミステリ・ベスト10」で第1位と、作者作品で初めてミステリーランキング1位に選出される。同年10月から読売新聞掲載の「有栖川有栖さんとつくる不思議の物語」の講評を担当する。
2007年に発表した学生アリスシリーズの第4長編『女王国の城』は「本格ミステリ・ベスト10」で第1位、「週刊文春ミステリーベスト10」で第1位、「黄金の本格ミステリー」に選出と高く評価される。同年、統合によって新設された大阪府立千里青雲高等学校の校歌を作詞する。
2008年、『女王国の城』で第8回本格ミステリ大賞（小説部門）を受賞。別冊宝島『もっとすごい!! このミステリーがすごい!』で発表された「このミステリーがすごい!」1988 - 2008年版20周年ベスト・オブ・ベストで『双頭の悪魔』が第8位に選ばれる。
2011年、「本格ミステリ・ベスト10」2012年版で発表された「2001 - 2010 新世紀 本格短編 オールベスト・ランキング」で『スイス時計の謎』が第2位に選ばれる。
2012年、「東西ミステリーベスト100」2012年版で『双頭の悪魔』が第22位に、『孤島パズル』が第95位に選ばれる。
2016年、『幻坂』で第5回大阪ほんま本大賞を受賞。
2018年、「火村英生シリーズ」（『怪しい店』と『鍵の掛かった男』が対象期間内の文庫新刊）で第3回吉川英治文庫賞を受賞。
2022年、第26回日本ミステリー文学大賞を受賞。

## 作風
作風は、前期エラリー・クイーンの影響が色濃く、「学生アリス」シリーズではすべての長編作品に「読者への挑戦」が挿入されている。作品に登場する探偵は、「学生アリス」シリーズにおける英都大学推理小説研究会の部長・江神二郎と、「作家アリス」シリーズにおける臨床犯罪学者・火村英生の二人。どちらのシリーズにもワトソン役として有栖川有栖が登場する。
この2シリーズは互いにパラレルな世界であり、「学生アリス」に登場する有栖川有栖が「作家アリス」シリーズを執筆、「作家アリス」に登場する有栖川有栖が「学生アリス」シリーズを執筆しているという設定になっている。作家アリスは火村とともに介入した事件を自分の作品に書いたりすることのない人物として警察から信用されている。
生まれ育ち、現在も居住している大阪（または関西）を舞台とした作品が多い。ただし、「学生アリス」シリーズでは長編4作品の舞台をすべて関西以外（旅先。主人公たちの大学自体は京都にあり、江神は京都府出身、アリスは大阪出身・在住である。）に設定している。なお、「作家アリス」シリーズでは、大阪府警・京都府警・兵庫県警の警部（とその部下）が火村のパートナー役を務める設定にされていることが多い。
「学生アリス」シリーズ全作品と他の一部の作品（『乱鴉の島』等）の文庫本あとがきに、『不思議の国のアリス』（Alice's Adventures in Wonderland）のキャラクター「チェシャ猫」の絵と「ALICE in mystery land」の記載に登録商標マークを付したイラストを描いている。
鉄道ファンでもあり、鉄道を題材とした作品やエッセイを度々執筆している。

## 受賞・候補歴
- 1996年
  - 『蝶々がはばたく』で第49回日本推理作家協会賞（短編および連作短編集部門）候補。
  - 咲くやこの花賞（文芸その他部門）受賞。
- 2003年
  - 『マレー鉄道の謎』で第56回日本推理作家協会賞（長編および連作短編集部門）受賞、第3回本格ミステリ大賞（小説部門）候補[12]。
  - 『迷宮逍遙』で第3回本格ミステリ大賞（評論・研究部門）候補[12]。
- 2004年 - 『スイス時計の謎』で第4回本格ミステリ大賞（小説部門）候補[13]。
- 2008年 - 『女王国の城』で第8回本格ミステリ大賞（小説部門）受賞[14]。
- 2009年 - 『密室入門!』（共著：安井俊夫）で第9回本格ミステリ大賞（評論・研究部門）候補[15]。
- 2010年 - 『綾辻行人と有栖川有栖のミステリ・ジョッキー2』（共著：綾辻行人）で第10回本格ミステリ大賞（評論・研究部門）候補[16]。
- 2011年 - 『図説 密室ミステリの研究』で第11回本格ミステリ大賞（評論・研究部門）候補[17]。
- 2016年 - 『幻坂』で第5回大阪ほんま本大賞受賞。
- 2018年 - 「火村英生シリーズ」（『怪しい店』と『鍵の掛かった男』が対象期間内の文庫新刊）で第3回吉川英治文庫賞受賞。
- 2022年 - 第26回日本ミステリー文学大賞受賞[18]。

## ミステリ・ランキング
- 週刊文春ミステリーベスト10
  - 1992年 - 『双頭の悪魔』4位
  - 2000年 - 『幽霊刑事』17位
  - 2001年 - 『絶叫城殺人事件』28位
  - 2006年 - 『乱鴉の島』5位
  - 2007年 - 『女王国の城』1位
  - 2010年 - 『闇の喇叭』17位
  - 2015年 - 『鍵の掛かった男』5位
  - 2017年 - 『狩人の悪夢』4位
  - 2018年 - 『インド倶楽部の謎』13位
  - 2022年 - 『捜査線上の夕映え』8位
  - 2024年 - 『日本扇の謎』10位

- このミステリーがすごい!
  - 1989年 - 『孤島パズル』16位、『月光ゲーム』17位
  - 1993年 - 『双頭の悪魔』6位
  - 2007年 - 『乱鴉の島』19位
  - 2008年 - 『女王国の城』3位
  - 2016年 - 『鍵の掛かった男』8位
  - 2018年 - 『狩人の悪夢』6位、『濱地健三郎の霊なる事件簿』42位
  - 2019年 - 『インド倶楽部の謎』14位
  - 2023年 - 『捜査線上の夕映え』3位
  - 2025年 - 『日本扇の謎』10位

- 本格ミステリ・ベスト10
  - 1998年 - 『朱色の研究』9位
  - 2001年 - 『幽霊刑事』8位
  - 2002年 - 『絶叫城殺人事件』8位
  - 2003年 - 『マレー鉄道の謎』3位
  - 2004年 - 『スイス時計の謎』2位
  - 2005年 - 『白い兎が逃げる』24位
  - 2006年 - 『モロッコ水晶の謎』24位
  - 2007年 - 『乱鴉の島』1位
  - 2008年 - 『女王国の城』1位
  - 2009年 - 『妃は船を沈める』7位、『火村英生に捧げる犯罪』25位
  - 2011年 - 『闇の喇叭』15位
  - 2013年 - 『江神二郎の洞察』6位
  - 2016年 - 『鍵の掛かった男』7位
  - 2018年 - 『狩人の悪夢』2位
  - 2019年 - 『インド倶楽部の謎』5位
  - 2020年 - 『カナダ金貨の謎』16位、『こうして誰もいなくなった』25位
  - 2023年 - 『捜査線上の夕映え』8位
  - 2025年 - 『日本扇の謎』17位

- ミステリが読みたい!
  - 2017年 - 『鍵の掛かった男』6位
  - 2018年 - 『狩人の悪夢』4位
  - 2019年 - 『インド倶楽部の謎』9位
  - 2020年 - 『カナダ金貨の謎』17位
  - 2023年 - 『捜査線上の夕映え』5位
  - 2025年 - 『日本扇の謎』13位

- MRC大賞
  - 2022年 - 『捜査線上の夕映え』4位
  - 2024年 - 『日本扇の謎』1位

- 黄金の本格ミステリー

毎年10作を目安に選出されている。その中での順位は付けられていない。
- 2008年度 - 『女王国の城』選出
- 2016年度 - 『鍵の掛かった男』選出

- 本格ミステリこれがベストだ!

2001年版のみ順位が付けられている。以降は順不同。
- 2001年版 - 『幽霊刑事』7位
- 2002年版 - 『絶叫城殺人事件』
- 2003年版 - 『マレー鉄道の謎』
- 2004年版 - 『スイス時計の謎』

- 東西ミステリーベスト100

推理作家や推理小説の愛好者ら約500名のアンケートによる、過去の発表作品すべてを対象とするオールタイムベスト選定企画。
- 2012年版 - 『双頭の悪魔』22位、『孤島パズル』95位

## 文学賞選考委員
数々の選考委員を務めている。1996年より4年間、鮎川哲也賞の選考委員を務めた。
現在、選考委員を務める文学賞は以下の通り。
- 泉大津市オリアム随筆賞（2012年 - ）
- 江戸川乱歩賞（2014年 - 2017年、2024年 - ）
- 横溝正史ミステリ&ホラー大賞（2019年 - ）

過去に担当した選考委員は以下の通り。
- 鮎川哲也賞（1996年 - 1999年）
- 創元推理短編賞（2000年 - 2003年）
- 富士見ヤングミステリー大賞（2000年 - 2007年）
- 関西文學新人賞（2000年 - 2006年）
- ミステリーズ!新人賞（2004年 - 2008年）
- ステーション文庫新人賞（2005年）
- 日本ミステリー文学大賞新人賞（2005年 - 2008年、2019年 - 2022年）
- 小説推理新人賞（2008年 - 2010年）
- 日本推理作家協会賞 長編および連作短編集部門（2005年 - 2006年）
- 日本推理作家協会賞 短編部門・評論その他の部門（2007年 - 2008年）
- アガサ・クリスティー賞（2012年 - 2013年）
- 横溝正史ミステリ大賞（2014年 - 2018年）
- オール讀物新人賞（2017年 - 2020年）

## 作品リスト

### 単行本・文庫本

#### 学生アリスシリーズ（江神二郎シリーズ）
- 月光ゲーム Yの悲劇'88（1989年1月 東京創元社 鮎川哲也と十三の謎 / 1994年7月 創元推理文庫）
- 孤島パズル（1989年7月 東京創元社 / 1996年8月 創元推理文庫）
- 双頭の悪魔（1992年2月 東京創元社 黄金の13 / 1999年4月 創元推理文庫）
- 女王国の城（2007年9月 創元クライム・クラブ / 2011年1月 創元推理文庫【上・下】）
- 江神二郎の洞察（2012年10月 創元クライム・クラブ / 2017年5月 創元推理文庫）
  - 収録作品：瑠璃荘事件 / ハードロック・ラバーズ・オンリー / やけた線路の上の死体 / 桜川のオフィーリア / 四分間では短すぎる / 開かずの間の怪 / 二十世紀的誘拐 / 除夜を歩く / 蕩尽に関する一考察

#### 作家アリスシリーズ（火村英生シリーズ）
- 46番目の密室（1992年3月 講談社ノベルス / 1995年3月 講談社文庫 / 2009年8月 講談社文庫【新装版】 / 2012年9月 角川ビーンズ文庫 / 2019年9月 講談社 デビュー30周年記念【限定愛蔵版】）
  - 限定愛蔵版には本作の原形の掌編「暖炉のある密室」が別冊付録になっている。
- ダリの繭（1993年12月 角川文庫 / 1999年12月 角川書店【愛蔵版】 / 2013年5月、6月 角川ビーンズ文庫【上・下】）
  - 愛蔵版と角川ビーンズ文庫版下巻には掌編「シュルレアリスムの午後」が収録されている。
- ロシア紅茶の謎（1994年7月 講談社ノベルス / 1997年7月 講談社文庫 / 2012年12月 角川ビーンズ文庫）
  - 収録作品：動物園の暗号 / 屋根裏の散歩者 / 赤い稲妻 / ルーンの導き / ロシア紅茶の謎 / 八角形の罠
- 海のある奈良に死す（1995年3月 双葉社 / 1998年5月 角川文庫 / 2000年5月 双葉文庫）
- スウェーデン館の謎（1995年5月 講談社ノベルス / 1998年5月 講談社文庫 / 2014年11月 角川ビーンズ文庫）
- ブラジル蝶の謎（1996年5月 講談社ノベルス / 1999年5月 講談社文庫）
  - 収録作品：ブラジル蝶の謎 / 妄想日記 / 彼女か彼か / 鍵 / 人喰いの滝 / 蝶々がはばたく
- 英国庭園の謎（1997年6月 講談社ノベルス / 2000年6月 講談社文庫）
  - 収録作品：雨天決行 / 竜胆紅一の疑惑 / 三つの日付 / 完璧な遺書 / ジャバウォッキー / 英国庭園の謎
- 朱色の研究（1997年11月 角川書店 / 2000年8月 角川文庫）
- ペルシャ猫の謎（1999年5月 講談社ノベルス / 2002年6月 講談社文庫）
  - 収録作品：切り裂きジャックを待ちながら / わらう月 / 暗号を撒く男 / 赤い帽子 / 悲劇的 / ペルシャ猫の謎 / 猫と雨と助教授と
- ほっとミステリーワールド10 有栖川有栖集（2000年4月 リブリオ出版）
  - 収録作品：蝶々がはばたく / 英国庭園の謎 / 三つの日付
- 暗い宿（2001年8月 角川書店 / 2003年10月 角川文庫）
  - 収録作品：暗い宿 / ホテル・ラフレシア / 異形の客 / 201号室の災厄
- 絶叫城殺人事件（2001年10月 新潮社 / 2004年1月 新潮文庫）
  - 収録作品：黒鳥亭殺人事件 / 壺中庵殺人事件 / 月宮殿殺人事件 / 雪華楼殺人事件 / 紅雨荘殺人事件 / 絶叫城殺人事件
- マレー鉄道の謎（2002年5月 講談社ノベルス / 2005年5月 講談社文庫）
- スイス時計の謎（2003年5月 講談社ノベルス / 2006年5月 講談社文庫）
  - 収録作品：あるYの悲劇 / 女彫刻家の首 / シャイロックの密室 / スイス時計の謎
- 白い兎が逃げる（2003年11月 光文社 カッパ・ノベルス / 2007年1月 光文社文庫）
  - 収録作品：不在の証明 / 地下室の処刑 / 比類のない神々しいような瞬間 / 白い兎が逃げる
- モロッコ水晶の謎（2005年3月 講談社ノベルス / 2008年3月 講談社文庫）
  - 収録作品：教授の身代金 / ABCキラー / 推理合戦 / モロッコ水晶の謎
- 乱鴉の島（2006年6月 新潮社 / 2008年10月 講談社ノベルス / 2010年1月 新潮文庫）
- 妃は船を沈める（2008年7月 光文社 / 2010年9月 光文社 カッパ・ノベルス / 2012年4月 光文社文庫）
  - 収録作品：猿の左手 / 幕間 / 残酷な揺り籠
- 火村英生に捧げる犯罪（2008年9月 文藝春秋 / 2011年6月 文春文庫）
  - 収録作品：長い影 / 鸚鵡返し / あるいは四風荘殺人事件 / 殺意と善意の顛末 / 偽りのペア / 火村英生に捧げる犯罪 / 殺風景な部屋 / 雷雨の庭で
- 長い廊下がある家（2010年11月 光文社 / 2012年8月 光文社 カッパ・ノベルス / 2013年7月 光文社文庫）
  - 収録作品：長い廊下がある家 / 雪と金婚式 / 天空の眼 / ロジカル・デスゲーム
- 高原のフーダニット（2012年3月 徳間書店 / 2014年11月 徳間文庫）
  - 収録作品：オノコロ島ラプソディ / ミステリ夢十夜 / 高原のフーダニット
- 菩提樹荘の殺人（2013年8月 文藝春秋 / 2016年1月 文春文庫）
  - 収録作品：アポロンのナイフ / 雛人形を笑え / 探偵、青の時代 / 菩提樹荘の殺人
- 臨床犯罪学者・火村英生の推理 密室の研究（2013年10月 角川ビーンズ文庫） - 自選短編集
  - 収録作品：人喰いの滝 / 蝶々がはばたく / 壺中庵殺人事件 / 雪華楼殺人事件 / シャイロックの密室 / あるいは四風荘殺人事件
- 臨床犯罪学者・火村英生の推理 暗号の研究（2014年2月 角川ビーンズ文庫） - 自選短編集
  - 収録作品：ジャバウォッキー / 英国庭園の謎 / 暗号を撒く男 / あるＹの悲劇 / 比類のない神々しいような瞬間
- 臨床犯罪学者・火村英生の推理 アリバイの研究（2014年6月 角川ビーンズ文庫） - 自選短編集
  - 収録作品：三つの日付 / わらう月 / 紅雨荘殺人事件 / 不在の証明 / 長い影
- 怪しい店（2014年10月 KADOKAWA / 2016年12月 角川文庫）
  - 収録作品：古物の魔 / 燈火堂の奇禍 / ショーウィンドウを砕く / 潮騒理髪店 / 怪しい店
- 鍵の掛かった男（2015年10月 幻冬舎 / 2017年10月 幻冬舎文庫）
- 狩人の悪夢（2017年1月 KADOKAWA / 2019年6月 角川文庫）
- 名探偵傑作短篇集 火村英生篇（2017年8月 講談社文庫）
  - 収録作品：赤い稲妻 / ブラジル蝶の謎 / ジャバウォッキー / 猫と雨と助教授と / スイス時計の謎 / 助教授の身代金
- インド倶楽部の謎（2018年9月 講談社ノベルス / 2020年9月 講談社文庫）
- カナダ金貨の謎（2019年9月 講談社ノベルス / 2021年8月 講談社文庫）
  - 収録作品：船長が死んだ夜 / エア・キャット / カナダ金貨の謎 / あるトリックの蹉跌 / トロッコの行方
- 捜査線上の夕映え（2022年1月 文藝春秋 / 2024年11月 文春文庫）
- 日本扇の謎（2024年8月 講談社）（講談社ノベルス/愛蔵版）

#### ソラシリーズ（空閑純シリーズ）
- 闇の喇叭（2010年6月 理論社ミステリーYA! / 2011年9月 講談社 / 2013年3月 講談社ノベルス / 2014年7月 講談社文庫）
- 真夜中の探偵（2011年9月 講談社 / 2013年6月 講談社ノベルス / 2014年8月 講談社文庫）
- 論理爆弾（2012年12月 講談社 / 2014年9月 講談社ノベルス / 2015年9月 講談社文庫）
  - ノベルス版には掌編「論理爆弾 事件前夜 黒田邸にて」が収録（文庫版は本編中に挿入）。なお、この掌編は講談社の公式WEBサイトでも無料で閲覧可能となっている[19]。

#### 濱地健三郎シリーズ
- 濱地健三郎の霊なる事件簿（2017年7月 KADOKAWA 幽BOOKS / 2020年2月 角川文庫）
  - 収録作品：見知らぬ女 / 黒々とした孔 / 気味の悪い家 / あの日を境に / 分身とアリバイ / 霧氷館の亡霊 / 不安な寄り道
- 濱地健三郎の幽たる事件簿（2020年5月 KADOKAWA / 2023年1月 角川文庫）
  - 収録作品：ホームに佇む / 姉は何処 / 饒舌な依頼人 / 浴槽の花婿 / お家がだんだん遠くなる / ミステリー研究会の幽霊 / それは叫ぶ
- 濱地健三郎の呪える事件簿（2022年9月 KADOKAWA / 2025年1月 角川文庫）
  - 収録作品：リモート怪異 / 戸口で招くもの / 囚われて / 伝達 / 呪わしい波 / どこから
- 濱地健三郎の奇かる事件簿（2025年10月 KADOKAWA）

#### その他
- マジックミラー（1990年4月 講談社ノベルス / 1993年5月 講談社文庫 / 2008年4月 講談社文庫【新装版】）（※ 第七章「アリバイ講義」）
- 山伏地蔵坊の放浪（1996年4月 東京創元社 / 2002年7月 創元推理文庫）
  - 収録作品：ローカル線とシンデレラ / 仮装パーティーの館 / 崖の教祖 / 毒の晩餐会 / 死ぬ時はひとり / 割れたガラス窓 / 天馬博士の昇天
- 幻想運河（1996年4月 実業之日本社 / 1999年10月 講談社ノベルス / 2001年1月 講談社文庫 / 2017年4月 実業之日本社文庫）
- ジュリエットの悲鳴（1998年4月 実業之日本社 / 2000年7月 実業之日本社 ジョイ・ノベルス / 2001年8月 角川文庫 / 2017年6月 実業之日本社文庫）
  - 収録作品：落とし穴 / 裏切る眼 / 遠い出張 / 危険な席 / パテオ / 多々良探偵の失策 / 登竜門が多すぎる / 世紀のアリバイ / タイタンの殺人 / 幸運の女神 / 夜汽車は走る / ジュリエットの悲鳴
- 幽霊刑事（デカ）（2000年6月 講談社 / 2002年7月 講談社ノベルス / 2003年7月 講談社文庫 / 2018年10月 幻冬舎文庫【新装版】）
  - 新装版にはスピンオフ「幻の娘」も収録。
- 作家小説（2001年8月 幻冬舎 / 2003年2月 幻冬舎ノベルス / 2004年8月 幻冬舎文庫）
  - 収録作品：書く機械 / 殺しにくるもの / 締め切り二日前 / 奇骨先生 / サイン会の憂鬱 / 作家漫才 / 書かないでくれます？ / 夢物語
- まほろ市の殺人 冬―蜃気楼に手を振る（2002年6月 祥伝社文庫）
- 虹果て村の秘密（2003年10月 講談社 ミステリーランド / 2012年8月 講談社ノベルス / 2013年8月 講談社文庫）
- 現代ミステリー短編集 動物園の暗号（2006年12月 岩崎書店）
  - 収録作品：やけた線路の上の死体 / ローカル線とシンデレラ / 動物園の暗号 / 落とし穴
- 壁抜け男の謎（2008年5月 角川書店 / 2011年4月 角川文庫）
  - 収録作品：ガラスの檻の殺人 / 壁抜け男の謎 / 下り『あさかぜ』 / キンダイチ先生の推理 / 彼方に？ / ミタテサツジン / 天国と地獄 / ざっくらばん / 屈辱のかたち / 猛虎館の惨劇 / Cの妄想 / 迷宮書房 / 怪物画趣味 / ジージーとの日々 / 震度四の秘密 / 恋人
- 赤い月、廃駅の上に（2009年2月 メディアファクトリー 幽BOOKS / 2012年9月 角川文庫）
  - 収録作品：夢の国行き列車 / 密林の奥へ / テツの百物語 / 貴婦人にハンカチを / 黒い車掌 / 海原にて / シグナルの宵 / 最果ての鉄橋 / 赤い月、廃駅の上に / 途中下車
- 幻坂（2013年4月 メディアファクトリー 幽BOOKS / 2016年1月 角川文庫）
  - 収録作品：清水坂 / 愛染坂 / 源聖寺坂 / 口縄坂 / 真言坂 / 天神坂 / 逢坂 / 枯野 / 夕陽庵
    - 収録作品のうち2篇に濱地健三郎が登場している[20]。
- こうして誰もいなくなった（2019年3月 KADOKAWA / 2021年11月 角川文庫）
  - 収録作品：館の一夜 / 線路の国のアリス / 名探偵Q氏のオフ / まぶしい名前 / 妖術師 / 怪獣の夢 / 劇的な幕切れ / 出口を探して / 未来人F / 盗まれた恋文 / 本と謎の日々 / 謎のアナウンス / 矢 / こうして誰もいなくなった
- 砂男（2025年1月 文春文庫）
  - 収録作品：女か猫か / 推理研VSパズル研 / ミステリ作家とその弟子 / 海より深い川 / 砂男 / 小さな謎、解きます
    - 「女か猫か」「推理研VSパズル研」は学生アリスシリーズ、「海より深い川」「砂男」は作家アリスシリーズ。

### 著者名本未収録作品
学生アリスシリーズ
- 老紳士は何故……？（『競作五十円玉二十枚の謎』）
- 望月周平の秘かな旅（東京創元社『創元推理2』1993年春号）
- 蒼ざめた星（講談社『小説現代 2006年5月増刊号 メフィスト』） ※デビュー前の作品であるため、現在のシリーズとは設定の細かい部分が異なっている。
- 古都パズル（東京創元社『ミステリーズ!』vol.60 AUGUST 2013）

作家アリスシリーズ
- 砕けた叫び（『ミステリアンソロジーV 血文字パズル』）
- 走りだせない日（tree 連載企画 Day to Day 2020年5月）

その他
- Smoker's View 名探偵Q氏 紫煙をくゆらす（メディアファクトリー『ダ・ヴィンチ』2011年9月号）
- Nosmoker's View 名探偵Q氏 ついに求婚す（メディアファクトリー『ダ・ヴィンチ』2011年10月号）
- 竹迷宮（光文社『小説宝石』2018年8月号）

### アンソロジー（編纂）
- 鮎川哲也読本（1998年8月 原書房） - 共編：芦辺拓、二階堂黎人
  - 有栖川有栖のパスティーシュ作品「下り『あさかぜ』」、エッセイ「時を超える魔術」も収録されている。
- 有栖川有栖の本格ミステリ・ライブラリー（2001年8月 角川文庫）
- 有栖川有栖の鉄道ミステリ・ライブラリー（2004年10月 角川文庫）
  - イベント「推理トライアスロン」の演劇用に書かれた脚本「箱の中の殺意」（有栖川有栖と上田信彦の共著）も収録されている。
- 綾辻行人と有栖川有栖のミステリ・ジョッキー1（2008年7月 講談社） - 共編：綾辻行人
- 綾辻行人と有栖川有栖のミステリ・ジョッキー2（2009年11月 講談社） - 共編：綾辻行人
- 綾辻行人と有栖川有栖のミステリ・ジョッキー3（2012年4月 講談社） - 共編：綾辻行人
- 小説乃湯 お風呂小説アンソロジー（2013年3月 角川文庫）
- 大阪ラビリンス（2014年8月 新潮文庫）
- 北村薫と有栖川有栖の名作ミステリーきっかけ大図鑑 ヒーロー&ヒロインと謎を追う！ （2016年1月 日本図書センター） - 共編：北村薫 ※全3巻セットだが、各巻ずつの購入も可能。各巻の冒頭には監修者による名作ミステリーへの招待状（解説）付き。
  - 第1巻 集まれ！ 世界の名探偵 （解説「名探偵を見つけよう！」 - 有栖川有栖）
  - 第2巻 凍りつく！ 怪奇と恐怖 （解説「こわがりながら楽しもう！」 - 有栖川有栖）
  - 第3巻 みごとに解決！ 謎と推理 （解説「謎への挑戦、してみよう！」 - 北村薫）
- 選んで、語って、読書会〈1〉（2025年3月 創元推理文庫） 共編： 北村薫、宮部みゆき
- 選んで、語って、読書会〈2〉（2025年3月 創元推理文庫） 共編： 北村薫、宮部みゆき

### アンソロジー（収録）
「」内が有栖川有栖の作品。
日本推理作家協会・編
- 推理小説代表作選集 推理小説年鑑 1996年版（1996年6月 講談社）「蝶々がはばたく」
  - 【改題】ミステリー傑作選35 どたん場で大逆転（1999年4月 講談社文庫）

- 最新「珠玉推理（ベスト・オブ・ベスト）」大全〈上〉（1998年8月 光文社カッパ・ノベルス）「わらう月」
  - 【改題】幻惑のラビリンス 日本ベストミステリー選集28（2001年5月 光文社文庫）

- ミステリー傑作選・特別編5 自選ショート・ミステリー1（2001年7月 講談社文庫）「ハードロック・ラバーズ・オンリー」
- 推理作家になりたくて 第六巻 謎（2004年4月 文藝春秋）「望月周平の秘かな旅」
  - エッセイ「季節がうつろう秋」も収録されている。
  - 【改題】マイ・ベスト・ミステリーVI（2007年12月 文春文庫）

- 名探偵を追いかけろ 最新ベスト・ミステリー（2004年10月 光文社 カッパ・ノベルス / 2007年5月 光文社文庫）「201号室の災厄」
- 名探偵の奇跡 最新ベスト・ミステリー（2007年9月 光文社 カッパ・ノベルス / 2010年5月 光文社文庫）「あるいは四風荘殺人事件」
- ザ・ベストミステリーズ 推理小説年鑑 2004（2004年7月 講談社）「蕩尽に関する一考察」
  - 【改題】犯人たちの部屋 ミステリー傑作選（2007年11月 講談社文庫）

- ザ・ベストミステリーズ 推理小説年鑑 2011（2011年7月 講談社）「アポロンのナイフ」
  - 【分冊・改題】Guilty 殺意の連鎖 ミステリー傑作選（2014年4月 講談社文庫）

- ザ・ベストミステリーズ 推理小説年鑑 2013（2013年4月 講談社）「本と謎の日々」
  - 【分冊・改題】Symphony 漆黒の交響曲 ミステリー傑作選（2016年4月 講談社文庫）

- 名探偵に訊け 最新ベスト・ミステリー（2010年9月 光文社 カッパ・ノベルス / 2013年4月 光文社文庫）「火村英生に捧げる犯罪」
- 驚愕遊園地 最新ベスト・ミステリー（2013年11月 光文社 / 2016年5月 光文社文庫）「四分間では短すぎる」
- 殺意の隘路 最新ベスト・ミステリー（2016年12月 光文社）「線路の国のアリス」

本格ミステリ作家クラブ・編
- 本格ミステリ01（2001年7月 講談社ノベルス）「紅雨荘殺人事件」
  - 【分冊・改題】紅い悪夢の夏（2004年12月 講談社文庫）

- 本格ミステリ02（2002年5月 講談社ノベルス）「不在の証明」
  - 【分冊・改題】天使と髑髏の密室（2005年12月 講談社文庫）

- 本格ミステリ03（2003年6月 講談社ノベルス）「比類のない神々しいような瞬間」
  - 【改題】論理学園事件帳（2007年1月 講談社文庫）

- 本格ミステリ09（2009年6月 講談社ノベルス）「雷雨の庭で」
  - 【改題】空飛ぶモルグ街の研究（2013年1月 講談社文庫）

- ミステリ・オールスターズ（2010年9月 角川書店 / 2012年9月 角川文庫）「かえれないふたり 第一章 不安な旅立ち」
  - 「かえれないふたり」は有栖川有栖、光原百合、綾辻行人、法月綸太郎、西澤保彦の順番でのリレー小説。

- ベスト本格ミステリ2011（2011年6月 講談社ノベルス）「ロジカル・デスゲーム」
  - 【改題】からくり伝言少女（2015年1月 講談社文庫）

日本文藝家協会・編
- 短篇ベストコレクション 現代の小説2014（2014年6月 徳間文庫）「線路の国のアリス」

その他
- 無人踏切 鉄道ミステリー傑作選（1986年11月 光文社文庫 / 2008年11月 光文社文庫【新装版】）「やけた線路の上の死体」
- 鮎川哲也と十三の謎 '90（1990年12月 東京創元社）「登竜門が多すぎる」
- ミステリーの愉しみ5 奇想の復活（1992年 立風書房）「人喰いの滝」
- 競作 五十円玉二十枚の謎（1993年1月 東京創元社 / 2000年11月 創元推理文庫）「老紳士は何故……？」
- 創元推理2 ’93年春号（1993年5月 東京創元社）「望月周平の秘かな旅」
- 密室 ミステリーアンソロジー（1994年5月 カドカワノベルズ / 1997年9月 角川文庫）「開かずの間の怪」
- 誘拐 ミステリーアンソロジー（1995年1月 カドカワノベルズ / 1997年10月 角川文庫）「二十世紀的誘拐」
- 本格推理展覧会第一巻 密室の奇術師（1995年8月 青樹社文庫）「死ぬ時はひとり」
- 現場不在証明（アリバイ） ミステリーアンソロジー（1995年8月 角川文庫）「ローカル線とシンデレラ」
- 不在証明崩壊（アリバイくずし） ミステリーアンソロジー（1996年4月 カドカワノベルズ / 2000年5月 角川文庫）「三つの日付」
- そして謎解きへ 小説推理傑作選（1996年11月 双葉社）「タイタンの殺人」
- 創元推理17 ぼくらの愛した二十面相（1997年10月 東京創元社）「やけた線路の上の死体」
- 不条理な殺人 ミステリー・アンソロジー（1998年7月 祥伝社文庫 / 2015年6月 祥伝社文庫【有隣堂限定復刊版】）「暗号を撒く男」
- 悲劇の臨時列車 鉄道ミステリー傑作選（1998年12月 光文社文庫）「夜汽車は走る」
- 不透明な殺人 ミステリー・アンソロジー（1999年2月 祥伝社文庫）「女彫刻家の首」
- 大密室（1999年6月 新潮社 / 2002年1月 新潮文庫）「壷中庵殺人事件」
  - ボーナストラックとして、書き下ろしエッセイ「密室のある風景」も収録されている。

- エロティシズム12幻想（2000年1月 エニックス / 2002年3月 講談社文庫）「恋人」
- 「Y」の悲劇（2000年7月 講談社文庫）「あるYの悲劇」
- 「ABC」殺人事件（2001年11月 講談社文庫）「ABCキラー」
- 金田一耕助に捧ぐ九つの狂想曲（2002年5月 角川書店 / 2012年11月 角川文庫）「キンダイチ先生の推理」
- ミステリアンソロジーV 血文字パズル（2003年2月 角川スニーカー文庫）「砕けた叫び」
- 新本格猛虎会の冒険（2003年3月 東京創元社）「猛虎館の惨劇」
- 君へ。つたえたい気持ち三十七話（2004年3月 メディアファクトリー）「両手に受話器」
- 凶鳥の残影 中井英夫へ捧げるオマージュ（2004年9月 河出書房新社）「彼方にて」
- 名探偵登場！ 日本ミステリー名作館 山前譲 編（2004年10月 KKベストセラーズ）「屋根裏の散歩者」
- 秘密。私と私のあいだの十二話（2005年3月 メディアファクトリー）「震度四の秘密－女」「震度四の秘密－男」
- 赤に捧げる殺意（2005年4月 角川書店 / 2013年2月 角川文庫）「砕けた叫び」
- 異形コレクション34 アート偏愛（フィリア）（2005年12月 光文社文庫）「怪物画趣味」
- 気分は名探偵 犯人当てアンソロジー（2006年5月 徳間書店 / 2008年9月 徳間文庫）「ガラスの檻の殺人」
  - 有栖川有栖、貫井徳郎、麻耶雄嵩、霧舎巧、我孫子武丸、法月綸太郎によってリレー連載された6編を収録。巻末に覆面座談会「わたしは誰でしょう？」も収録されている。

- 川に死体のある風景（2006年5月 東京創元社 / 2010年3月 創元推理文庫）「桜川のオフィーリア」
  - 書き下ろしエッセイ「オフィーリアの導き」も収録されている。

- 本からはじまる物語（2007年12月 メディア・パル）「迷宮書房」
- 七つの死者の囁き（2008年11月 新潮文庫）「幻の娘」
- 怪談列島ニッポン 書き下ろし諸国奇談競作集（2009年2月 メディアファクトリー）「清水坂」
- まほろ市の殺人（2009年3月 祥伝社 ノン・ノベル / 2013年2月 祥伝社文庫）「蜃気楼に手を振る」
- Anniversary 50（2009年12月 光文社 カッパ・ノベルス）「雪と金婚式」
- 江戸川乱歩に愛をこめて ミステリー文学資料館 編（2011年2月 光文社文庫）「屋根裏の散歩者」
- Mystery Seller（2012年1月 新潮文庫）「四分間では短すぎる」
- 0番目の事件簿（2012年11月 講談社）「蒼ざめた星」
- 大崎梢リクエスト！ 本屋さんのアンソロジー（2013年1月 光文社 / 2014年8月 光文社文庫）「本と謎の日々」
- 怪獣文藝の逆襲（2015年3月 KADOKAWA）「怪獣の夢」
- みんなの少年探偵団2（2016年3月 ポプラ社 / 2018年4月 ポプラ文庫）「未来人F」
- 自薦 THE どんでん返し（2016年5月 双葉文庫）「書く機械」
- アリス殺人事件 不思議の国のアリスミステリーアンソロジー（2016年6月 河出文庫）「ジャバウォッキー」
- 毒殺協奏曲（2016年6月 原書房 / 2019年1月 PHP文芸文庫）「劇的な幕切れ」
- 猫が見ていた（2017年7月 文春文庫）「エア・キャット」
- 7人の名探偵 新本格30周年記念アンソロジー（2017年9月 講談社ノベルス / 2020年8月 講談社文庫）「船長が死んだ夜」
- 傑作ミステリーアンソロジー 京都迷宮小路（2018年11月 朝日文庫）「除夜を歩く」
- 森見登美彦リクエスト！ 美女と竹林のアンソロジー（2019年1月 光文社 / 2020年2月 光文社文庫）「竹迷宮」
- 神様の罠（2021年6月 文春文庫）「推理研VSパズル研」
- 猫はわかっている（2021年10月 文春文庫）「女か猫か」
- 絶対名作！ 十代のためのベスト・ショート・ミステリー 謎解きミステリー（2021年12月 汐文社）「赤い稲妻」
- 禁断の罠（2023年12月 文春文庫）「ミステリ作家とその弟子」
- 放課後推理大全 学園ミステリーアンソロジー（2024年8月 朝日文庫）「瑠璃荘事件」
- 慄く 最恐の書き下ろしアンソロジー（2024年12月 角川ホラー文庫）「アイソレーテッド・サークル」

### エッセイ・評論・対談など
単著
- 有栖の乱読（1998年4月 リクルート）
- 作家の犯行現場（2002年2月 メディアファクトリー / 2005年1月 新潮文庫）
- 迷宮逍遥（2002年9月 角川書店）
  - 【改題】迷宮逍遥 有栖のミステリ・ウォーク（2005年3月 角川文庫）

- 赤い鳥は館に帰る（2003年3月 講談社）
- 謎は解ける方が魅力的（2006年1月 講談社）
- 正しく時代に遅れるために（2006年12月 講談社）
- 鏡の向こうに落ちてみよう（2008年5月 講談社）
- 有栖川有栖の鉄道ミステリー旅（2008年8月 山と溪谷社 / 2011年10月 光文社文庫）
- 本格ミステリの王国（2009年12月 講談社）
- 図説 密室ミステリの迷宮（2010年10月 洋泉社MOOK） 
  - 【改題】完全版 密室ミステリの迷宮（2014年4月 洋泉社MOOK） ※貴志祐介×有栖川有栖対談を増補収録

- ミステリ国の人々（2017年5月 日本経済新聞出版社）
- 論理仕掛けの奇談 有栖川有栖解説集（2019年11月 KADOKAWA / 2022年3月 角川文庫）

共著
- 本格ミステリーを語ろう！ 海外篇（1999年2月 原書房） - 共編：芦辺拓、小森健太朗、二階堂黎人
  - 推理作家四人による海外の本格ミステリ対談&エッセイ収録集

- 有栖川有栖の密室大図鑑（1999年12月 現代書林 / 2003年1月 新潮文庫 / 2019年3月 創元推理文庫） - イラスト：磯田和一
  - 文庫版には特別編「スウェーデン館の謎 (1995) -オープンエアの白い密室（有栖川有栖）」を増補収録

- 新本格謎夜会（ミステリー・ナイト）（2003年9月 講談社ノベルス） - 共監：綾辻行人
  - 新本格誕生15周年記念の謎解きイベント&トークショーの再現

- 大阪探偵団 対談 有栖川有栖VS河内厚郎（2008年8月 沖積舎） - 共編：河内厚郎
- 密室入門！ ナレッジエンタ読本14（2008年11月 メディアファクトリー） - 共編：安井俊夫
  - 【改題】密室入門（2011年8月 メディアファクトリー新書）

その他
「」内が有栖川有栖の作品。
- 鮎川哲也と十三の謎 '91（1991年12月 東京創元社）「鉄道とミステリ 対談：小池滋・種村直樹・辻真先・有栖川有栖（司会）」
- ペトロフ事件（1996年11月 講談社 大衆文学館）「巻末エッセイ 鮎川さんの意外性」
- ニューウエイヴ・ミステリ読本（1997年3月 原書房）「ロングトーク・インタビュー」
- 本格ミステリの現在 笠井潔 編（1997年9月 国書刊行会）「山口雅也論 パンキーファントムに棺はいらない」 
  - 【分冊】本格ミステリの現在（下） 笠井潔 編（2014年6月 双葉文庫）

- 森村誠一読本 山前譲 編（1998年10月 ケイエスエス）「森村誠一の本格トリック世界 対談：有栖川有栖・二階堂黎人」
- ミステリー作家90人のマイ・ベストミステリー映画（1999年1月 小学館文庫）「わが愛しのミステリー映画〈作家編〉」
- AERA 99年3月29日号（1999年3月 朝日新聞出版）「ミステリーの限りない可能性を信じて、遥かな「天上の推理小説」へと夢を馳せる」
- 鮎川哲也短編傑作集1 北村薫 編（1999年2月 創元推理文庫）「鼎談：北村薫・有栖川有栖・山口雅也」
- 下り“はつかり” 鮎川哲也短編傑作選2 北村薫 編（1999年3月 創元推理文庫）「鼎談：北村薫・有栖川有栖・山口雅也」
- 蒼の封印3 篠原千絵コミックス（1999年5月 小学館文庫）「巻末エッセイ 〈青い春〉の地獄巡り」
- 名探偵の世紀 エラリー・クイーン、そしてライヴァルたち（1999年10月 原書房）「〈神〉に挑む妖刀」「座談会：山口雅也・北村薫・二階堂黎人・法月綸太郎・有栖川有栖・森英俊」
- 二階堂黎人VS新本格推理作家 おおいにマンガを語る（2000年4月 メディアファクトリー）「VS有栖川有栖」
  - 推理作家17名が、二階堂黎人と好きな漫画家について語る対談集

- 怪獣魂vsメカ怪獣魂 地球最大の決戦！（2000年10月 双葉社好奇心ブック69号）「バトルインタビューII」
- 作家が綴る 新潟見聞記（2001年1月 リクルート）「美しく優しい、祈りと悲話の島」
- 幻の探偵雑誌5 「探偵文藝」傑作選（2001年2月 光文社文庫）「探偵小説マニアの本懐」
- 小さな目撃者 映画パンフレット（2001年3月 コムストック）「ディック・マース版『犯罪の国のアリス』」
- 新・SFハンドブック（2001年4月 ハヤカワ文庫SF）「オールタイム・ベスト 「星を継ぐもの」」
- 本格ミステリこれがベストだ！ 2001 探偵小説研究会 編（2001年4月 創元推理文庫）「座談会：有栖川有栖・笠井潔・北村薫」
- 北村薫の本格ミステリ・ライブラリー（2001年8月 角川文庫）「対談 田中潤司語る―昭和30年代本格ミステリ事情」「対談 あとがき代りのミステリ VS.有栖川有栖」
- 黒いトランク（2002年1月 創元推理文庫）「戦後本格の出発点 解説鼎談：有栖川有栖・北村薫・戸川安宣」
- 横溝正史に捧ぐ新世紀からの手紙（2002年5月 角川書店）「対談 横溝正史がある限り、日本は大丈夫」
- 本格ミステリ・クロニクル300 探偵小説研究会 編（2002年9月 原書房）「新本格十五年目の杞憂（？）」
- 綾辻行人 ミステリ作家徹底解剖（2002年10月 角川書店）「山荘の一夜」
- 絶対ミステリーが好き！ 2 特集：本格ミステリーは「密室」で読め！（2002年12月 ぶんか社）「46番目の密室 インタビュー」
- 本格一筋六十年 想い出の鮎川哲也（2002年12月 東京創元社）「至高体験」
- 解体全書neo 作家はいかにつくられるか（2003年2月 メディアファクトリー）「虹の彼方に」
- ミステリー迷宮道案内ナビゲート1999‐2003 ミステリー ダ・ヴィンチ完全保存版（2003年3月 メディアファクトリー）「ミステリー作家 新刊インタビュー ※グラビア写真付き」「合作ミステリーがおもしろい!!対談：綾辻行人・有栖川有栖」「「有栖川有栖の密室大図鑑」製作秘話」
- ミステリ十二か月（2004年10月 中央公論新社 / 2008年1月 中公文庫）「「全身本格」対談」
- 本はこころのともだち（みんな本を読んで大きくなった）（2005年3月 メディア・パル）「読書がきらいなら……好きなら……」
- 送り手のメディアリテラシー 地域からみた放送の現在（2005年8月 世界思想社）「東京メディアが求める関西らしさ」
- 逆転裁判 ファンブック（2005年8月 メディアワークス）
  - 「逆転裁判」ディレクター巧舟と有栖川有栖の対談（麻々原絵里依による対談漫画と逆転裁判イラスト付）を収録

- エラリー・クイーン パーフェクトガイド（2005年12月 ぶんか社文庫）「クイーンに魅せられて」
- 間違いの悲劇（2006年1月 創元推理文庫）「巻末エッセイ 女王の夢から覚めて」
- 十話 THE 10 STORIES（2006年1月 ランダムハウス講談社）「大渦巻きに呑まれ、立ち尽くす」
  - 収録されている短篇「メエルシュトレエムに呑まれて」（エドガー・アラン・ポー）に関してのエッセイ

- 山伏入門 人はなぜ修験に向かうのか？（2006年3月 淡交社）「推理小説と山伏」
- 黒白の囮 新装版 高木彬光コレクション（2006年8月 光文社文庫）「巻末エッセイ 仰ぎみる高峰」
- 幻影城の時代（2006年12月 「幻影城の時代」の会による同人誌）「オマージュ 青春雑誌『幻影城』」
  - 【改題・大幅増補】幻影城の時代 完全版（2008年12月 講談社BOX）

- 作家の手紙（2007年2月 角川書店 / 2010年11月 角川文庫）「友人に貸した一万円を返してもらうための手紙」
- 現代文化入門講座（2007年10月 日本経済新聞出版社）「日本推理小説小史」
- 本格ミステリー・ワールド 2008（2007年12月 南雲堂）「読者に勧める黄金の本格ミステリー」
  - 『鏡の向こうに落ちてみよう』収録時に、「女王国の城は××か？」に改題

- 本格ミステリ・ベスト10 2008（2007年12月 原書房）「インタビュー 「本格」Man of the Year 2007」
- MORI LOG ACADEMY（モリログ・アカデミィ）10（2008年6月 メディアファクトリー）「特別講義」 
  - 収録講義：【国語】言葉の出入り / 【社会】『日本沈没』の楽しみ方 / 【社会】チャップリンと綿菓子 / 【理科】根源的な驚き / 【音楽】セピア色の歌声

- 日曜日の随想 2007（2008年6月 日本経済新聞出版社）「お客は偉くない」
- 本棚2（2008年9月 アスペクト）
  - 本に関係した職業を持つ方々の書斎と本棚を写真とともに紹介&インタビュー
    - 【再編集・改題】作家の本棚（2012年5月 アスペクト文庫）

- 招かれざる客 新装版 笹沢佐保コレクション（2008年9月 光文社文庫）「巻末エッセイ 出しそびれたファンレター」
- 本格ミステリー・ワールド 2009（2008年12月 南雲堂）「新人賞応募者へのアドバイス」
  - 『本格ミステリの王国』収録時に、「新しい星へ」に改題

- 作家と遊ぼう！ ミステリーカレッジ メモリアルブック（2008年12月 角川グループパブリッシング）「ティーパーティ・トークその一〜二人＋三十人でお茶を〜」
- 青春の彷徨 松本清張 短編全集06（2009年2月 光文社文庫）「巻末エッセイ 永遠の仮想敵」
- 宮脇俊三 時刻表が生んだ鉄道紀行（2009年6月 河出書房新社）「私の〈宮脇俊三体験〉」
- パルファム★プロテティーク 佳嶋 第四作品集（2010年8月 河出書房新社）「有栖川有栖・エッセイ」
- 横溝正史研究2 特集 ビジュアライズ横溝正史ミステリー（2010年8月 戎光祥出版）「刊行に寄せて」
- ミステリ作家の自分でガイド 本格ミステリ作家クラブ 編（2010年9月 原書房）「鼎談：有栖川有栖・山口雅也・千街晶之」
- ミステリーの書き方（2010年12月 幻冬舎 / 2015年10月 幻冬舎文庫）「実例・アイディアから作品へ」
- 上町学再発見・古都おおさか（2011年3月 追手門学院）「大阪城は知っている 対談：有栖川有栖・河内厚郎」
- 日本の作家60人 太鼓判！のお取り寄せ（2011年6月 講談社）「洋のお取り寄せ ヒシ梅 タマリソース（大阪）」
- ピンク・フロイド 深遠なる迷宮への誘い（2011年9月 河出書房新社）「だからピンクフロイドを聴く」
  - 【改題・増補】ピンク・フロイド 増補新版 こうして時間は過ぎ、終わりを迎える（2015年1月 河出書房新社）

- 少年少女 昭和ミステリ美術館 表紙でみるジュニア・ミステリの世界（2011年10月 平凡社）「ゲストエッセイ 望郷」
- こころ揺さぶる、あのひと言（2012年2月 岩波書店）「あなたが羨ましい」
- 喫煙室 第22集 くつろぎの時間（2012年3月 文藝春秋企画出版部）
  - JT提供で『週刊文春』2011年1月13日号 - 2011年2月3日号に連載されたエッセイ4編を収録

- 「気持ちの切り替えが上手い人」の習慣（2012年4月 PHP BOOKS）「世界と和解する」
- 鉄道ファン大全（2012年6月 新潮社）「鉄道紀行」
- 夜光珠の怪盗 山田風太郎 少年小説コレクション1（2012年6月 論創社）「巻末エッセイ」
- MyPrecious 講談社ノベルス（2013年3月 講談社）「初めて綾辻さんにサインをもらった講談社ノベルス」
- 綾辻行人殺人事件 主たちの館（2013年4月 講談社）「同志は願う―綾辻行人×有栖川有栖 作家対談」
- “ツウ”が語る映画この一本 2（2013年9月 近代映画社）「アリス・クリードの失踪×有栖川有栖（作家）」
- 忘れられない一冊 朝日新聞出版（2013年09月 朝日文庫）「“抗えぬ運命”を想像する－旅の最中のご当地本が…」
- 著名人が語る猫ラブ物語（2014年4月 辰巳出版）「インタビュー 私と猫 ※グラビア写真付き」
- 私がデビューしたころ ミステリ作家51人の始まり（2014年6月 東京創元社）「二十年目を迎えて」
- 詩と小説の学校 大阪文学学校講演集（2015年3月 編集工房ノア）
  - 2006年2月18日に開催された大阪文学学校特別講座「推理小説の世界」を収録

- 本なんて！ 作家と本をめぐる52話（2015年7月 キノブックス）「書斎の猫」
- 海外ミステリ・ハンドブック（2015年8月 ハヤカワ・ミステリ文庫）「海外ミステリのためのエッセイ」
- 猫は迷探偵（2015年11月 竹書房文庫）「猫団子」
- 本格ミステリー・ワールド2016（2015年12月 南雲堂）「作者自作解説:鍵の掛かった男」
- アートエリアB1 5周年記念記録集 上方遊歩46景（2016年1月 大阪大学出版会）「京阪電車とミステリー」
- 猫川柳アンソロジー ことばの国の猫たち 木本朱夏 監修（2016年4月 あざみエージェント）「猫たちの命名」
- 皆川博子の辺境薔薇館:Fragments of Hiroko Minagawa（2018年5月 河出書房新社）「尽きぬ憧れと驚き」
- ベスト本格ミステリ2018（2018年6月 講談社ノベルス）「吠えた犬の問題」

### 解説
- 鮎川哲也『鍵孔のない扉』（1982年11月 角川文庫）※本名にて寄稿
- 岩崎正吾『探偵の秋あるいは猥の悲劇』（1990年9月 東京創元社）
- アイザック・アシモフ（池央耿 訳）『黒後家蜘蛛の会5』（1990年10月 創元推理文庫）
- アーサー・コナン・ドイル（深町真理子 訳）『シャーロック・ホームズの事件簿』（1991年5月 創元推理文庫）
- ジェームズ・アンダースン『証拠が問題』（1991年11月 創元推理文庫）
- 綾辻行人『水車館の殺人』（1992年3月 講談社文庫）
- 江戸川乱歩『魔術師』（1993年3月 創元推理文庫）
- ジューン・トムスン（押田由起 訳）『シャーロック・ホームズのクロニクル』（1993年6月 創元推理文庫）
- 加納朋子『魔法飛行』（1993年7月 東京創元社 / 2000年2月 創元推理文庫）
- 森村誠一『森村誠一短編コレクション6 電話魔』（1993年7月 立風書房）
- 山田風太郎『甲賀忍法帖』（1994年3月 講談社ノベルス）
- ジェームズ・ヤッフェ（神納照子 訳）『ママは眠りを殺す』（1994年11月 東京創元社）
- 吉村達也『時の森殺人事件5』（1995年11月 中公文庫）
- 黒崎緑『ワイングラスは殺意に満ちて』（1995年11月 文春文庫）
- 山田風太郎『厨子家の悪霊』（1997年6月 ハルキ文庫）
- 平石貴樹『だれもがポオを愛していた』（1997年7月 創元推理文庫）
- 北村薫『水に眠る』（1997年10月 文春文庫）
- 森村誠一『黒魔術の女』（1997年11月 ハルキ文庫）
- 森村誠一『棟居刑事の推理』（1998年5月 角川文庫）
- 柄刀一『3000年の密室』（1998年7月 原書房）
- 国樹由香『こたくんとおひるね2』（1998年10月 小学館）
- 大谷昭宏『事件記者3 不完全仏殺人事件』（1998年12月 幻冬舎アウトロー文庫）
- エリザベス・フェラーズ（中村有希 訳）『自殺の殺人』（1998年12月 創元推理文庫）
- 近藤史恵『カナリヤは眠れない』（1999年7月 祥伝社文庫）
- 山田正紀『謀殺の弾丸特急』（1999年10月 徳間文庫）
- 北村薫『覆面作家の夢の家』（1999年10月 角川文庫）
- エラリー・クイーン（門野集 訳）『青の殺人』（2000年3月 原書房）
- P・D・ジェイムズ（青木久恵 訳）『原罪 下』（2000年4月 ハヤカワ・ミステリ文庫）
- 魔夜峰央『パタリロ! パタリロ・ミステリー編 29巻』（2001年6月 白泉社）
- 横溝正史（影丸穣也 画）『悪魔が来りて笛を吹く 金田一耕助本格推理傑作選』（2001年7月 講談社漫画文庫）
- 飛鳥部勝則『殉教カテリナ車輪』（2001年7月 創元推理文庫）
- 鮎川哲也『黒い白鳥』（2002年3月 創元推理文庫）
- 大倉崇裕『ツール&ストール』（2002年8月 双葉社）
- ジル・マゴーン（高橋なお子 訳）『踊り子の死』（2002年9月 創元推理文庫）
- 高田崇史『試験に出ないパズル〈千葉千波の事件日記〉』（2002年11月 講談社ノベルス / 2005年12月 講談社文庫）
- 手塚治虫『手塚治虫アンソロジー 猫傑作集1』（2003年5月 秋田文庫）
- 連城三紀彦『暗色コメディ』（2003年6月 文春文庫）
- 瀬名秀明『八月の博物館』（2003年6月 角川文庫）
- 関西ライター猛虎会 編『燃える！ タイガースな人々』（2003年9月 小学館文庫）
- いしいひさいち『がんばれ!!タブチくん!! 阪神死闘篇』（2003年10月 双葉文庫）
- アガサ・クリスティー（中村能三 訳）『オリエント急行の殺人』（2003年10月 早川書房 クリスティー文庫）
- 篠田真由美『原罪の庭』（2003年10月 講談社文庫）
- 松尾由美『バルーン・タウンの殺人』（2003年12月 創元推理文庫）
- 竹本健治『囲碁殺人事件』（2004年2月 創元推理文庫）
- 芦辺拓『時の密室』（2005年3月 講談社文庫）
- 東川篤哉『密室の鍵貸します』（2006年2月 講談社文庫）
- 西澤保彦『リドル・ロマンス 迷宮浪漫』（2006年4月 講談社文庫）
- 坂木司『仔羊の巣』（2006年6月 創元推理文庫）
- 柳広司『新世界』（2006年10月 角川文庫）
- わかぎゑふ『大阪弁の詰め合わせ』（2006年11月 講談社文庫）
- 柄刀一『殺意は青列車が乗せて』（2007年2月 祥伝社文庫）
- 北山猛邦『『クロック城』殺人事件』（2007年10月 講談社文庫）
- 綾辻行人『水車館の殺人〈新装改訂版〉』（2008年4月 講談社文庫）
- 小池滋『「坊っちゃん」はなぜ市電の技術者になったか』（2008年10月 新潮文庫）
- エラリー・クイーン（越前敏弥 訳）『Xの悲劇』（2009年1月 角川文庫）
- 松本清張（松本清張記念館 監修）『点と線 長篇ミステリー傑作選』（2009年4月 文春文庫）
- 太田忠司『玄武塔事件』（2009年12月 創元推理文庫）
- 高井忍『漂流巌流島』（2010年8月 創元推理文庫）
- 万城目学『ホルモー六景』（2010年11月 角川文庫）
- 本格ミステリ作家クラブ 編『本格短編ベスト・セレクション 法廷ジャックの心理学』（2011年1月 講談社文庫）
- 結城充考『プラ・バロック』（2011年3月 光文社文庫）
- アガサ・クリスティー（山本やよい 訳）『オリエント急行の殺人』（2011年4月 早川書房 クリスティー文庫）
- エラリー・クイーン（中村有希 訳）『ローマ帽子の謎【新訳版】』（2011年8月 創元推理文庫）
- 鯨統一郎『幕末時そば伝』（2011年12月 実業之日本社文庫）
- 田中啓文『鍋奉行犯科帳』（2011年12月 集英社文庫）
- 太田忠司『まいなす』（2012年9月 PHP文芸文庫）
- 古野まほろ『群衆リドル Yの悲劇'93』（2013年8月 光文社文庫）
- 皆川博子『開かせていただき光栄です DILATED TO MEET YOU』（2013年9月 ハヤカワ文庫JA）
- 彩坂美月『少女は夏に閉ざされる』（2013年10月 幻冬舎文庫）
- F・W・クロフツ（霜島義明 訳）『樽【新訳版】』（2013年11月 創元推理文庫）
- 奥泉光『黄色い水着の謎 桑潟幸一准教授のスタイリッシュな生活2』（2015年4月 文春文庫）
- 三沢陽一『致死量未満の殺人』（2015年9月 ハヤカワ文庫JA）
- 柴田よしき『夢より短い旅の果て 鉄道旅ミステリ1』（2015年9月 角川文庫）
- 下村敦史『闇に香る嘘』（2016年8月 講談社文庫）
- 江坂遊『無用の店 ショートショート・セレクションII』（2016年9月 光文社文庫）
- 綾辻行人（佐々木倫子 画）『月館の殺人 下』（2017年1月 小学館文庫）
- 江戸川乱歩『明智小五郎事件簿 第10巻「少年探偵団」「黒蜥蜴」』（2017年2月 集英社文庫）
- 北原尚彦『ホームズ連盟の事件簿』（2017年3月 祥伝社文庫）
- アーサー・コナン・ドイル（深町真理子 訳）『シャーロック・ホームズの事件簿【新訳版】』（2017年4月 創元推理文庫）
- スティーヴン・キング（白石朗 訳）『ドクター・スリープ 下』（2018年1月 文春文庫）
- アンソニー・ホロヴィッツ（駒月雅子 訳）『モリアーティ』（2018年4月 角川文庫）
- 吉村達也『[会社を休みましょう]殺人事件』（2018年10月 集英社文庫）
- 泡坂妻夫『毒薬の輪舞』（2019年4月 河出文庫）
- 今村昌弘『屍人荘の殺人』（2019年9月 創元推理文庫）
- 北村薫『謎物語 あるいは物語の謎』（2019年11月 創元推理文庫）
- 逸木裕『少女は夜を綴らない』（2020年6月 角川文庫）
- 下村敦史『黙過』（2020年9月 徳間文庫）
- 古野まほろ『禁じられたジュリエット』（2020年9月 講談社文庫）
- 麻耶雄嵩『友達以上探偵未満』（2020年11月 角川文庫）
- 笹沢左保『有栖川有栖選 必読！ Selection1 招かれざる客』（2021年10月 徳間文庫 トクマの特選！）
- 笹沢左保『有栖川有栖選 必読！ Selection2 空白の起点』（2021年12月 徳間文庫 トクマの特選！）
- 笹沢左保『有栖川有栖選 必読！ Selection3 突然の明日』（2022年2月 徳間文庫 トクマの特選！）
- 笹沢左保『有栖川有栖選 必読！ Selection4 真夜中の詩人』（2022年4月 徳間文庫 トクマの特選！）
- 笹沢左保『有栖川有栖選 必読！ Selection5 他殺岬』（2022年6月 徳間文庫 トクマの特選！）
- 鵜林伸也『ネクスト・ギグ』（2022年7月 創元推理文庫）
- 笹沢左保『有栖川有栖選 必読！ Selection6 求婚の密室』（2022年8月 徳間文庫 トクマの特選！）
- 笹沢左保『有栖川有栖選 必読！ Selection7 暗い傾斜』（2022年10月 徳間文庫 トクマの特選！）
- 平石貴樹『潮首岬に郭公の鳴く』（2022年10月 光文社文庫）
- 笹沢左保『有栖川有栖選 必読！ Selection8 結婚って何さ』（2022年12月 徳間文庫 トクマの特選！）
- 笹沢左保『有栖川有栖選 必読！ Selection9 後ろ姿の聖像 もしもお前が振り向いたら』（2023年2月 徳間文庫 トクマの特選！）
- 笹沢左保『有栖川有栖選 必読！ Selection10 アリバイの唄 夜明日出夫の事件簿』（2023年4月 徳間文庫 トクマの特選！）
- 笹沢左保『有栖川有栖選 必読！ Selection11 シェイクスピアの誘拐』（2023年6月 徳間文庫 トクマの特選！）
- 夕木春央『方舟』（2024年8月 講談社文庫）
- 『有栖川有栖に捧げる七つの謎』（2024年11月 文春文庫）

## メディア・ミックス

### テレビドラマ
- 双頭の悪魔（1994年11月21日 - 11月25日、WOWOW、主演：香川照之、渡辺満里奈）
- 臨床犯罪学者 火村英生の推理（2016年1月17日 - 3月20日、日本テレビ系「日曜ドラマ」日曜22時30分 - 23時25分放送、主演：斎藤工、窪田正孝）[21]
  - 臨床犯罪学者 火村英生の推理2019「ABCキラー」編（2019年9月29日）[22]

### Webドラマ
- 臨床犯罪学者 火村英生の推理 Another Story（2016年3月20日 - 4月3日、Hulu、主演：斎藤工、窪田正孝）[23]
  - 臨床犯罪学者 火村英生の推理2019「狩人の悪夢」編（2019年9月29日 - 10月6日）[24][22]

### テレビ番組原作
- 『真冬の夜のミステリー 第三話 切り裂きジャックを待ちながら』（1994年12月25日、よみうりテレビ）原作を担当
  - 「切り裂きジャックを待ちながら」は、のちにノベライズされ『IN★POCKET』に掲載後、『ペルシャ猫の謎』に収録された。
- 『闇の謝肉祭 四聖獣殺人事件 前・後編』（1997年4月27日・5月4日、よみうりテレビ・関西ローカル）原作を担当
  - 有栖川有栖本人がビルの管理人役として特別出演している。
- テレビ推理番組『安楽椅子探偵』シリーズ（1999年10月 - 、朝日放送）綾辻行人と共同で原作を担当
- 関西テレビ開局45周年記念『痛快エブリデイを抹殺せよ!?』（2004年3月21日、関西テレビ）ミステリー監修を担当

### VIDEO
- 双頭の悪魔〜真犯人は誰だ？〜（1995年10月 ポニーキャニオン）
- 双頭の悪魔〜犯人はお前だ〜（1995年12月 ポニーキャニオン）

### DVD
- 綾辻行人・有栖川有栖からの挑戦状(1) 安楽椅子探偵登場（2001年4月 メディアファクトリー）
- 綾辻行人・有栖川有栖からの挑戦状(2) 安楽椅子探偵、再び（2001年4月 メディアファクトリー）
- 綾辻行人・有栖川有栖からの挑戦状(3) 安楽椅子探偵の聖夜〜消えたテディベアの謎〜（2001年11月 メディアファクトリー）
- 綾辻行人・有栖川有栖からの挑戦状(4) 安楽椅子探偵とUFOの夜（2003年7月 メディアファクトリー）
- 綾辻行人・有栖川有栖からの挑戦状(5) 安楽椅子探偵と笛吹家の一族（2006年4月 メディアファクトリー）
- 綾辻行人・有栖川有栖からの挑戦状(6) 安楽椅子探偵ON AIR（2008年11月 メディアファクトリー）
- 綾辻行人・有栖川有栖からの挑戦状(7) 安楽椅子探偵と忘却の岬（2017年3月 メディアファクトリー）

### ラジオドラマ
- 迷える者たち（2013年8月19日 - 23日、NHK-FM、クロスオーバーイレブン2013夏）
  - 有栖川有栖が執筆したスクリプト（ミニラジオドラマ）を5夜連続放送。

  1. 館の一夜 前編（2013年8月19日）短編集『こうして誰もいなくなった』所収
  2. 館の一夜 後編（2013年8月20日）同上
  3. 出口を探して 前編（2013年8月21日）同上
  4. 出口を探して 後編（2013年8月22日）同上
  5. 謎のアナウンス（2013年8月23日）同上
- 幻坂（2014年3月3日 - 3月7日および3月10日 - 3月14日、NHK-FM、青春アドベンチャー）
  - オーディオドラマ『幻坂』（原作：有栖川有栖）を全10回にわたって放送。

  1. 清水坂（2014年3月3日）
  2. 愛染坂（2014年3月4日）
  3. 源聖寺坂（2014年3月5日）
  4. 逢坂 前編（2014年3月6日）
  5. 逢坂 後編（2014年3月7日）
  6. 口縄坂（2014年3月10日）
  7. 真言坂（2014年3月11日）
  8. 天神坂（2014年3月12日）
  9. 枯野 前編（2014年3月13日）
  10. 枯野 後編（2014年3月14日）

### ゲームシナリオ
- トリックロジック シーズン2（TRICK×LOGIC Season2） 事件ファイルNo.9「Yの標的」（2010年7月 PlayStation Portable チュンソフト）

### 漫画
作家アリスシリーズ
作画：麻々原絵里依
- 人喰いの滝（2000年7月 角川書店）
  - 【改題】ロシア紅茶の謎（2013年2月 角川書店）
    - 収録作品：人喰いの滝 / 動物園の暗号 / ロシア紅茶の謎 / 猫と雨と助教授と

- 朱色の研究 夕陽丘殺人事件（2001年9月 角川書店）※表題作のほか「シュルレアリスムの午後」収録
  - 【改題】朱色の研究I（2013年9月 角川書店）

- 朱色の研究 枯木灘殺人事件（2003年4月 角川書店）
  - 【改題】朱色の研究II（2013年10月 角川書店）

- 201号室の災厄（2003年10月 角川書店）
  - 【改題】ブラジル蝶の謎（2013年7月 角川書店）
    - 収録作品：わらう月 / 201号室の災厄 / ブラジル蝶の謎

- 英国庭園の謎（2015年4月 KADOKAWA）
  - 収録作品：英国庭園の謎 / 暗い宿

学生アリスシリーズ
作画：鈴木有布子
- 月光ゲーム（2006年4月 マッグガーデン）
- 孤島パズル1（2009年1月 マッグガーデン）※表題作のほか「ハードロック・ラバーズ・オンリー」収録
- 孤島パズル2（2009年2月 マッグガーデン）※表題作のほか「瑠璃荘事件」収録
- 孤島パズル3（2009年3月 マッグガーデン）※表題作のほか「壁抜け男の謎 前・後編」収録

作画：河内実加
- 開かずの間の怪（2004年11月 サスペリアミステリー2005年1月号）※単行本未収録作品
  - 8人の名探偵 犯罪調査 ミステリーコミックアンソロジー（2006年10月 秋田書店）に収録

### オーディオブック・朗読
- 山伏地蔵坊の放浪（2007年 USEN・ことのは出版）
  - 収録作品：ローカル線とシンデレラ / 毒の晩餐会 / 仮装パーティーの館
- 山伏地蔵坊の放浪（2009年3月24日よりAmazonの運営するアプリで「聴く」オーディオブック『Audible』にて配信中） - 朗読：水津浩志
- 月光ゲーム Yの悲劇'88（2016年2月19日より株式会社アールアールジェイの運営するスマートフォン向け朗読サイト『kikubon』にて配信中） - 朗読：下山吉光
- 山伏地蔵坊の放浪「第一話 ローカル線とシンデレラ」（2016年11月4日より朗読サイト『kikubon』にて配信中） - 朗読：佐々木望

### ドラマCD
まんだらけとモモグレのオリジナルレーベルKiKKaよりドラマCD化されている。
- 46番目の密室（2010年8月13日、作画：高野宮子）
- スイス時計の謎（2010年12月29日、作画：高野宮子）
  - まんだらけ購入のみ、特典としてミニドラマCD「猫と雨と助教授と」付属
- 屋根裏の散歩者（2012年5月3日、作画：高野宮子）
  - まんだらけ購入のみ、特典としてミニドラマCD「ジャバウォッキー」付属
- 絶叫城殺人事件（2012年8月9日、作画：サカヅキラン）
  - まんだらけ購入のみ、特典としてミニドラマCD「月宮殿殺人事件」付属
- 長い廊下がある家（2012年12月29日、作画：柳ゆき助）
  - まんだらけ購入のみ、特典としてミニドラマCD「ロジカル・デスゲーム」付属
- 猿の左手（2013年8月10日、作画：柳ゆき助）
  - まんだらけ購入のみ、特典としてミニドラマCD「天空の眼」付属
- 残酷な揺り籠（2013年12月29日、作画：柳ゆき助）
  - まんだらけ購入のみ、特典としてミニドラマCD「雪と金婚式」付属

### 舞台劇
劇団伽羅倶梨（からくり）
- 八角形の罠（1993年11月27日 - 28日 会場：尼崎市総合文化センター アルカイックホールオクト）
  - なお、アルカイックホールオクトこけら落とし公演用の原案として書き上げられたこの「八角形の罠」は、のちにノベライズされ『メフィスト』に掲載後、『ロシア紅茶の謎』に収録された。

熱血！ 日立 若者の王様Part9 推理トライアスロン
- 幽霊刑事（1998年9月20日 会場：大阪万博記念ホール 万博記念公園内お祭り広場）
  - 推理劇「幽霊刑事」は、のちにノベライズされ『IN★POCKET』に連載後、単行本『幽霊刑事』として刊行された。

兵庫県立芸術文化センター開館記念プレイベント実行委員会
- インディアン島からの招待状（2005年9月23日 会場：尼崎市総合文化センター アルカイックホールオクト）
  - 兵庫県立芸術文化センター開館記念プレイベント「有栖川有栖ミステリー劇場」の公演用として原案を担当した。

劇団P・T企画
- 紅雨荘殺人事件（2006年5月21日 - 23日 会場：ASIAN DINING Lei can ting）
- スイス時計の謎（2007年10月6日 - 8日 会場：大阪商工会議所）
- スイス時計の謎（2007年12月31日 会場：ホテルニューオータニ大阪）
- 不在の証明（2008年9月12日 - 16日 会場：大阪木材会館）
- 動物園の暗号（2009年10月8日 - 13日 会場：大阪木材会館）
- 動物園の暗号（2010年1月2日 会場：ホテルニューオータニ大阪）
- ルパンからの挑戦状 インディアン島の白昼夢（2010年3月18日 - 22日 会場：アートギャラリーフジハラビル）
  - ミステリー名作選スペシャルとして、シャーロック・ホームズ、エルキュール・ポアロ、ミス・マープル、エラリー・クィーン、明智小五郎らと共に、火村英生が出演するパロディ劇である。

- ブラジル蝶の謎（2010年11月19日 - 23日 会場：大阪木材会館）
- ブラジル蝶の謎（2011年1月2日 会場：ホテルニューオータニ大阪）
- 英国庭園の謎（2012年3月15日 - 20日 会場：大阪木材会館）
- スイス時計の謎（2012年5月3日 会場：大阪新阪急ホテル）
- 動物園の暗号（2012年12月26日 会場：大阪新阪急ホテル）
- ブラジル蝶の謎（2013年5月3日、5日、6日 会場：大阪新阪急ホテル）
- 動物園の暗号（2014年8月9日 会場：第一ホテル東京）
- 不在の証明（2014年12月21日、23日 会場：大阪新阪急ホテル）
- 英国庭園の謎（2015年5月5日 会場：大阪新阪急ホテル）
- ？？？？（2015年9月18日 - 23日 会場：大阪木材会館）
- あるいは四風荘殺人事件（2016年5月3日 - 4日 会場：大阪新阪急ホテル）
- ルパンからの挑戦状 奇厳城（きがんじょう）の白昼夢（2016年9月15日 - 19日 会場：細野ビルヂング）
  - 上述にある同演目と同様、他作品の名探偵と共に火村英生が出演するパロディ劇である。

ASIANCAFE（アジアンカフェ）
- 震度四の秘密〈朗読劇〉（2006年6月17日 - 18日 会場：秋田 ココラボラトリー tearoom）

メ〜テレアナウンス部
- 震度四の秘密〈朗読劇〉（2007年12月23日 会場：メ〜テレ名古屋テレビ本社 Bスタジオ）

B-Labo
- 震度四の秘密〈朗読劇〉（2010年12月4日 - 5日 会場：東京 阿佐ヶ谷シアターシャイン）

ON"DOKU"劇
- 震度四の秘密〈朗読劇〉（2012年7月5日 会場：池袋 DINING karlyscrum）

## 日本国外での刊行

### 台湾
学生アリスシリーズ
- 月光遊戲 （2006年6月、小知堂、林敏生訳、ISBN 9574504972） - 月光ゲーム
- 孤島之謎 （2006年7月、小知堂、陳祖懿訳、ISBN 9574504999） - 孤島パズル
- 雙頭惡魔 （2007年4月、小知堂、卡絜訳、ISBN 9789574505470） - 双頭の悪魔
- 女王國之城 （2011年5月、小知堂、譯組訳、ISBN 9789574505975） - 女王国の城

作家アリスシリーズ
- 第46號密室 （2004年12月、小知堂、孫玉珍訳、ISBN 9574503739） - 46番目の密室
- 巴西蝴蝶之謎 （2005年1月、小知堂、林敏生訳、ISBN 9574503755） - ブラジル蝶の謎
- 俄羅斯紅茶之謎 （2005年1月、小知堂、張郁翎訳、ISBN 957450378X） - ロシア紅茶の謎
- 英國庭園之謎 （2005年2月、小知堂、林敏生訳、ISBN 9574503798） - 英国庭園の謎
- 瑞典館之謎 （2005年2月、小知堂、楊明綺訳、ISBN 9574503836） - スウェーデン館の謎
- 波斯貓之謎 （2005年3月、小知堂、林敏生訳、ISBN 9574503879） - ペルシャ猫の謎
- 馬來鐵道之謎 （2005年7月、小知堂、孫玉珍訳、ISBN 9574504174） - マレー鉄道の謎
- 瑞士手錶之謎（2005年11月、小知堂、楊明綺訳、ISBN 9574504425） - スイス時計の謎
- 沉船的王妃 （2013年10月、獨步文化、陳嫺若訳、ISBN 9789866043673） - 妃は船を沈める

その他
- 魔鏡 （2004年10月、小知堂、施金英訳、ISBN 9574503526） - マジックミラー
- 山伏地藏坊的放浪 （2007年3月、小知堂、麥盧寶全訳、ISBN 9574505413） - 山伏地蔵坊の放浪
- 虹果村的密室之謎 （2005年4月、麥田出版、王蘊潔訳、ISBN 9867252071） - 虹果て村の秘密
- 幻想運河 （2005年5月、小知堂、林敏生訳、ISBN 9574504026） - 幻想運河
- 幽靈刑警 （2005年8月、小知堂、楊明綺訳、ISBN 9574504271） - 幽霊刑事

### 中国
学生アリスシリーズ
- 月光游戏 （2011年8月、新星出版社、袁小雅訳、ISBN 9787513303262） - 月光ゲーム
- 孤岛之谜 （2012年3月、新星出版社、甘菁菁訳、ISBN 9787513305297） - 孤島パズル
- 双头恶魔 （2012年6月、新星出版社、扈敏訳、ISBN 9787513306287） - 双頭の悪魔
- 女王国之城 （2013年6月、新星出版社、初宸訳、ISBN 9787513312141） - 女王国の城

作家アリスシリーズ
- 第四十六号密室 （2003年1月、珠海出版社、晓梦訳、ISBN 9787806890080） - 46番目の密室
- 英国庭园之谜 （2003年1月、珠海出版社、华桂萍訳、ISBN 9787806890073） - 英国庭園の謎
- 乱鸦之岛 （2009年1月、新星出版社、王萌訳、ISBN 9787802257597） - 乱鴉の島
- 王妃的遇难船 （2012年9月、新星出版社、张倩倩訳、ISBN 9787513307970） - 妃は船を沈める
- 俄罗斯红茶之谜 （2015年9月、上海译文出版社、郑悦訳、ISBN 9787532769049） - ロシア紅茶の謎
- 瑞典馆之谜 （2015年9月、上海译文出版社、王延庆訳、ISBN 9787532769070） - スウェーデン館の謎
- 巴西蝴蝶之谜 （2015年9月、上海译文出版社、林敏生訳、ISBN 9787532769025） - ブラジル蝶の謎
- 英国庭园之谜 （2015年9月、上海译文出版社、林敏生訳、ISBN 9787532769094） - 英国庭園の謎
- 波斯猫之谜 （2015年9月、上海译文出版社、林敏生訳、ISBN 9787532769032） - ペルシャ猫の謎
- 马来铁道之谜 （2015年9月、上海译文出版社、叶娉訳、ISBN 9787532769056） - マレー鉄道の謎
- 瑞士手表之谜 （2015年9月、上海译文出版社、马惠訳、ISBN 9787532769087） - スイス時計の謎
- 摩洛哥水晶之谜 （2015年9月、上海译文出版社、果露怡訳、ISBN 9787532769063） - モロッコ水晶の謎
- 菩提树庄园事件簿 （2018年2月、現代出版、李翔華訳、ISBN 9787514357738） - 菩提樹荘の殺人
- 岛中谜案 （2018年7月、中国工人出版社、梁琼月訳、ISBN 9787500869917） - 鍵の掛かった男
- 献给火村英生的犯罪 （2022年5月、現代出版、李翔華訳、ISBN 9787514393088） - 火村英生に捧げる犯罪
- 黑暗旅馆 （2022年10月、中国工人出版社、郭跻訳、ISBN 978-7500879565） - 暗い宿
- 怪奇小店 （2023年1月、中国工人出版社、郭跻訳、ISBN 978-7-5008-8004-2） - 怪しい店

その他
- 魔镜 （2003年1月、珠海出版社、呉崇・王忠武訳、ISBN 9787806890097） - マジックミラー
- 彩虹村的秘密 （2005年1月、接力出版社、郭丽訳、ISBN 9787806796719） - 虹果て村の秘密

### 韓国
学生アリスシリーズ
- 월광 게임 - Y의 비극 '88 （2007年12月、シゴンサ〈Sigongsa〉、キム・ソニョン (翻訳家)訳、ISBN 9788952750617） - 月光ゲーム
- 외딴섬 퍼즐 （2008年5月、シゴンサ〈Sigongsa〉、キム・ソニョン訳、ISBN 9788952750624） - 孤島パズル
- 쌍두의 악마 【全二巻】（2010年6月、シゴンサ〈Sigongsa〉、キム・ソニョン訳、ISBN 9788952758507, 9788952758514） - 双頭の悪魔

作家アリスシリーズ
- 하얀 토끼가 도망친다 （2008年7月、シジャク〈詩作〉〈みどりの本棚〉、キム・ソニョン訳、ISBN 9788901083711） - 白い兎が逃げる
- 절규성 살인사건 （2009年3月、鶴山文化社〈Book Holic〉、チェ・ゴウン訳、ISBN 9788925811277） - 絶叫城殺人事件
- 46번째 밀실 （2009年3月、鶴山文化社〈Book Holic〉、チェ・ゴウン訳、ISBN 9788925824826） - 46番目の密室
- 주홍색 연구 （2011年12月、ビチェ〈viche〉、キム・ソニョン訳、ISBN 9788994343518） - 朱色の研究
- 달리의 고치 （2012年1月、ブックホリック〈Book Holic〉、チェ・ゴウン訳、ISBN 9788925871509） - ダリの繭
- 어두운 여관 （2013年1月、ブックホリック〈Book Holic〉、チェ・ゴウン訳、ISBN 9788925871622） - 暗い宿
- 말레이 철도의 비밀 （2014年5月、ブックホリック〈Book Holic〉、チェ・ゴウン訳、ISBN 9791155972847） - マレー鉄道の謎

その他
- 単行本
  - 행각승 지장 스님의 방랑 （2010年3月、ビチェ〈viche〉〈ブラック&ホワイトシリーズ〉、クォン・ヨンジュ訳、ISBN 9788994343013） - 山伏地蔵坊の放浪

- 短編 
  - 「震度四の秘密 男」（진도 4의 비밀 - 남자）、「震度四の秘密 女」（진도 4의 비밀 - 여자）
    - 『秘密。 私と私のあいだの十二話』（2005年3月、メディアファクトリー）の翻訳版『비밀 나와 나 사이에 숨겨진 열두 가지 이야기』（2006年3月、ユ・ウンギョン訳、ISBN 9788989571384）に収録

### アメリカ合衆国
学生アリスシリーズ
- The Moai Island Puzzle （2016年6月、CreateSpace社、ウォン・ホーリン訳、ISBN 9781523935130） - 孤島パズル

## グッズ
- 〜有栖川家の夜のお茶会へようこそ〜（2025年2月、KADOKAWA）[25]
  - 火村&アリス紅茶缶
  - ティーカップ&ソーサー2客セット（スプーン2本付き）